# Cordenons
Pordenone je italské město antického původu v decentralizované provincii Pordenone regionu Furlansko-Julské Benátsko. V roce 2022 zde žilo přes 17 000 obyvatel.  

## Poloha
Město leží v severozápadní části provincie, v údolí Benátska, jižně od benátských Alp a severně od Pordenone. Kromě historického centra jsou k němu připojeny obce Nogaredo, Pasch, Tramit, Sclavons, Piazza a Villa d’Arco. 
Sousední obce jsou: Pordenone, San Giorgio della Richinvelda, San Quirino, Vivaro a Zoppola.

## Historie
Lokalita byla osídlena kolem roku 1000 př. n. l., kdy se sem přistěhovali Venetové a mezi léty 800-700 př. n. l. následovali Keltové, spojení komunit obou etnik vytvořilo první obyvatelstvo oblasti. S příchodem Římanů se oblast stala římskou provincií. Ti vybudovali pro obchodní účely silnici Postumia a  na její obranu několik strážních stanic: Cordenons se vyvinulo z jedné z nich. V následujících stoletích byla oblast vystavena nájezdům Vizigótů (401-408 n. l.), Hunů (452 n. l.) a Langobardů (568 n. l.), za langobardských králů cordenonští přijali křesťanství.
Pojmenování obce Cordenons je zkratkou dvou slov, poprvé bylo písemně uvedeno 5. května 897 v diplomu italského krále Berengara I. jako Cortes Naonis, Dvory (u) řeky Naonis. Název neodkazuje na přesné místo, ale na větší území pod vládou Svaté říše římské. Nájezdy Maďarů v 10. století byly katastrofální, ale neznamenaly konec obce, protože se v roce 1029 stala panstvím Oty Bavorského (ze Scheyern) a později i Habsburků. V roce 1500 byla oblast dobyta Benátčany a začleněna do Benátské republiky.
S napoleonskými válkami Cordenons získalo autonomii a po zániku Benátské republiky se stalo územím Rakouské říše až do roku 1866, kdy bylo připojeno k Italskému království.
Po druhé světové válce bylo Cordenons oceněno bronzovou vojenskou medailí za podporu partyzánského odboje.

## Obyvatelstvo
Město je také transitní ubytovnou dělníků přicházejících za prací do Pordenone a dalších měst severní Itálie. K 31. prosinci 2015 to byli hlavně Rumuni (404), Albánci (156), Afričané z Ghany (96) a Maroka (69), Moldavané (57), Makedonci (48) a Ukrajinci. 

## Ekonomika
Vyrábí se zde tiskový i umělecký papír (mezinárodní papírna MyCordenons), dále hedvábí a bavlna (Mako). Na rozvoji turistického ruchu se podílí proslulé vinice v okolí, pořádají se do nich okružní výlety.

## Kultura
- Centro Culturale Aldo Moro – multukulturní, společenské a politické středisko, moderní stavba

## Památky

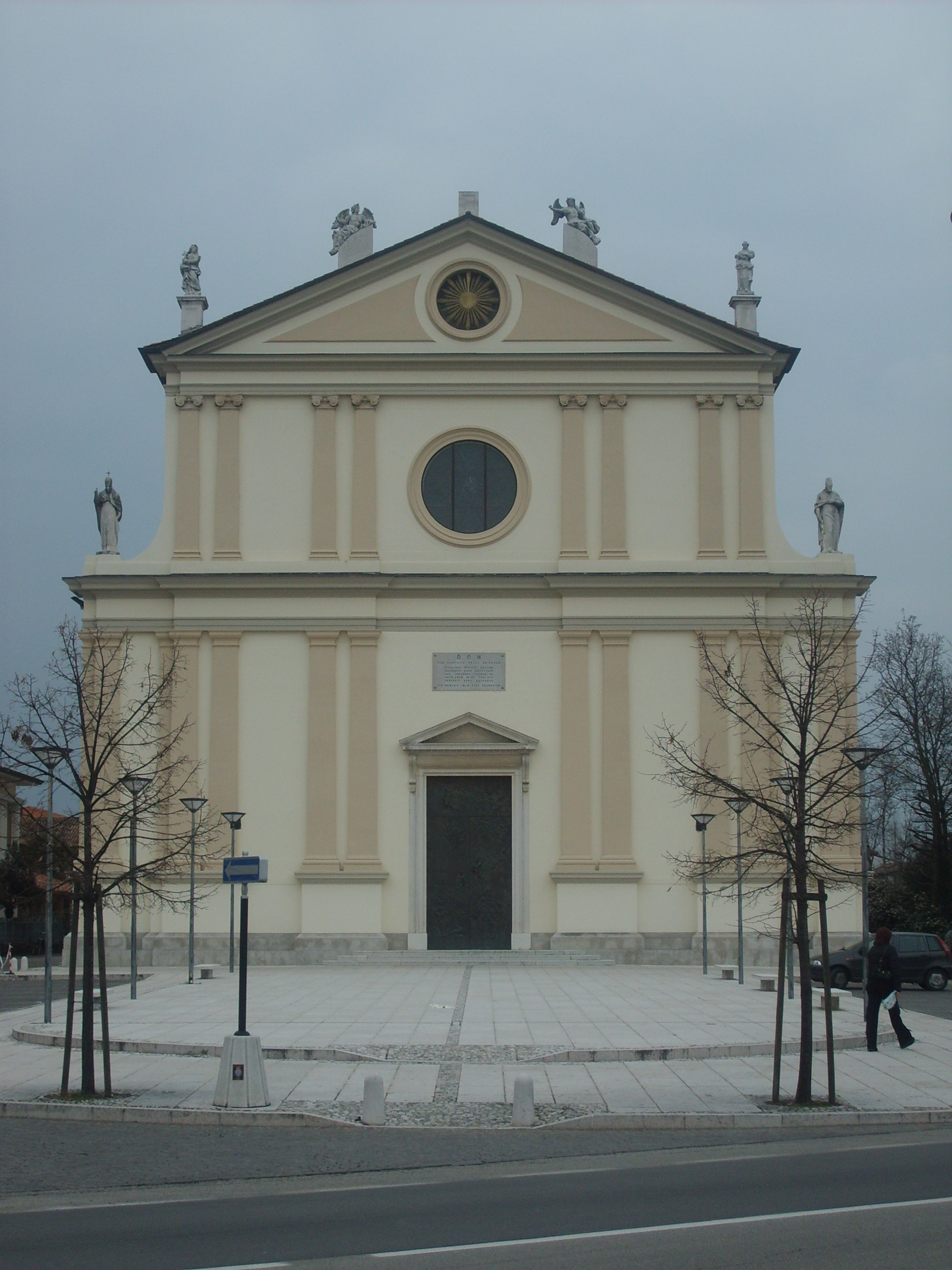
kostel Santa Maria Maggiore

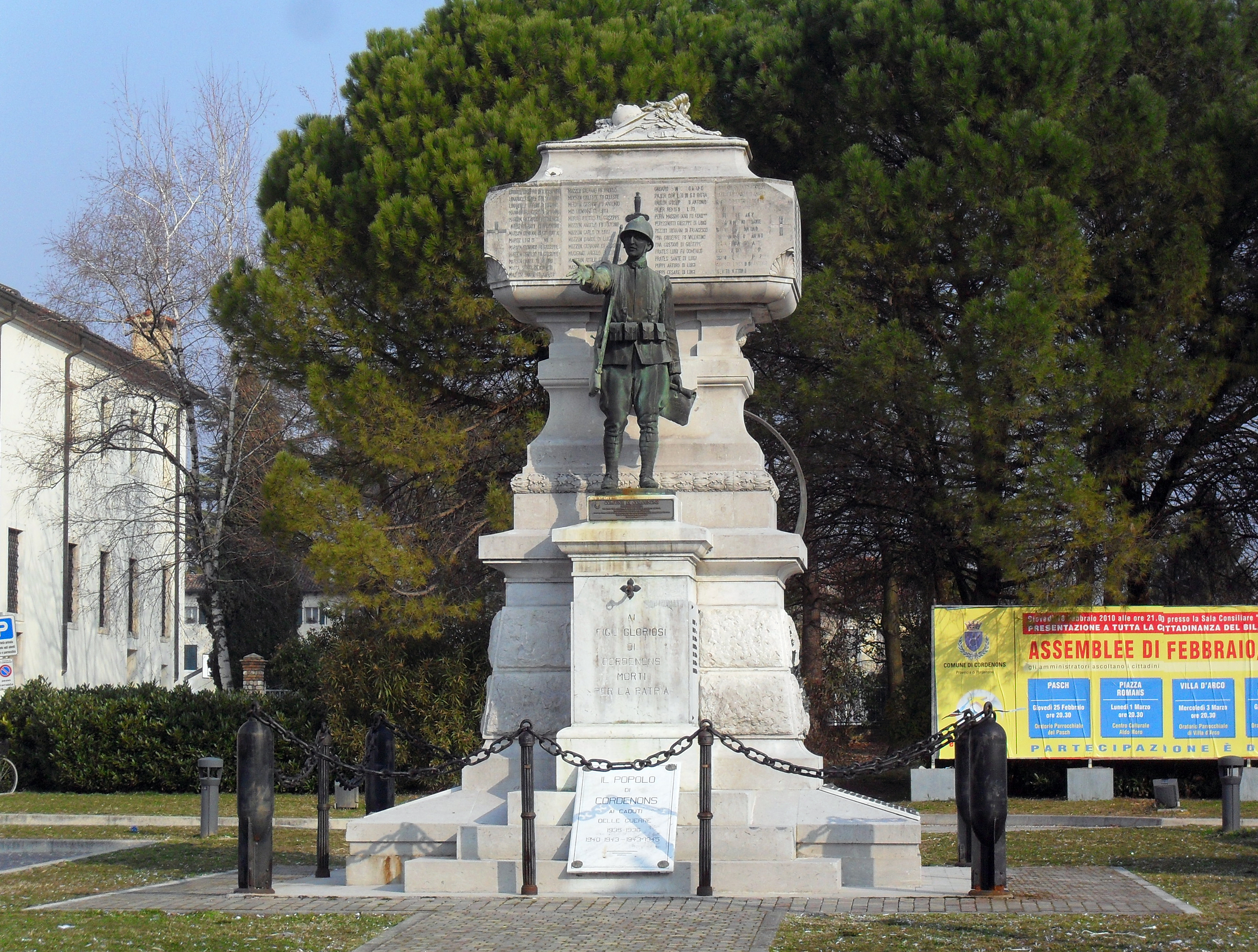
Pomník vojákům padlým ve světové válce

- Kostel Panny Marie Sněžné (Il Duomo Santa Maria Maggiore), na základech středověkého původu vystavěn ve dvou etapách: barokní roku 1778 a novoklasicistní do roku 1836; cennou barokní pietu ze 17. století vytvořil Giuseppe Bernardi; volně stojící stylově benátská kampanila byla dokončena roku 1908 a je vysoká 71 metrů. Kostel se tradičně nazývá dómem, ale je pouze farní, patří do diecéze Concordia-Pordenone[1]. Svatými patrony města jsou apoštol Petr (svátek se slaví 29. června) a Panna Maria (Santa Maria Bambina), jejíž svátek se slaví o víkendu kolem 8. září.
- Starý kostel sv. Petra (Antica chiesa Petri apostoli), bazilika v městské čtvrti Sclavons
- Kostel sv. Jakuba apoštola (Chiesa San Giacomo Apostolo), gotický chrám s freskami z 15. století
- Villa Badini Pasqualini - vila ve stylu benátského baroka ze 2. poloviny 17. století
- Pomník vojákům padlým v první světové válce, kamenný blok s bronzovou sochou vojáka, doplněn o pamětní desku obětí z let 1935, 1940-1945
- V okolí: Obytná věž hradu Torre

## Sport
- Fotbalový klub A. C. Cordenonese 3S hraje v italské lize.
- Mezinárodní tenisový turnaj Internazionali di Tennis del Friuli Venezia Giulia se pořádá od roku 2004 jako mužský challenger i ženský ITF turnaj.